# Leverkusen

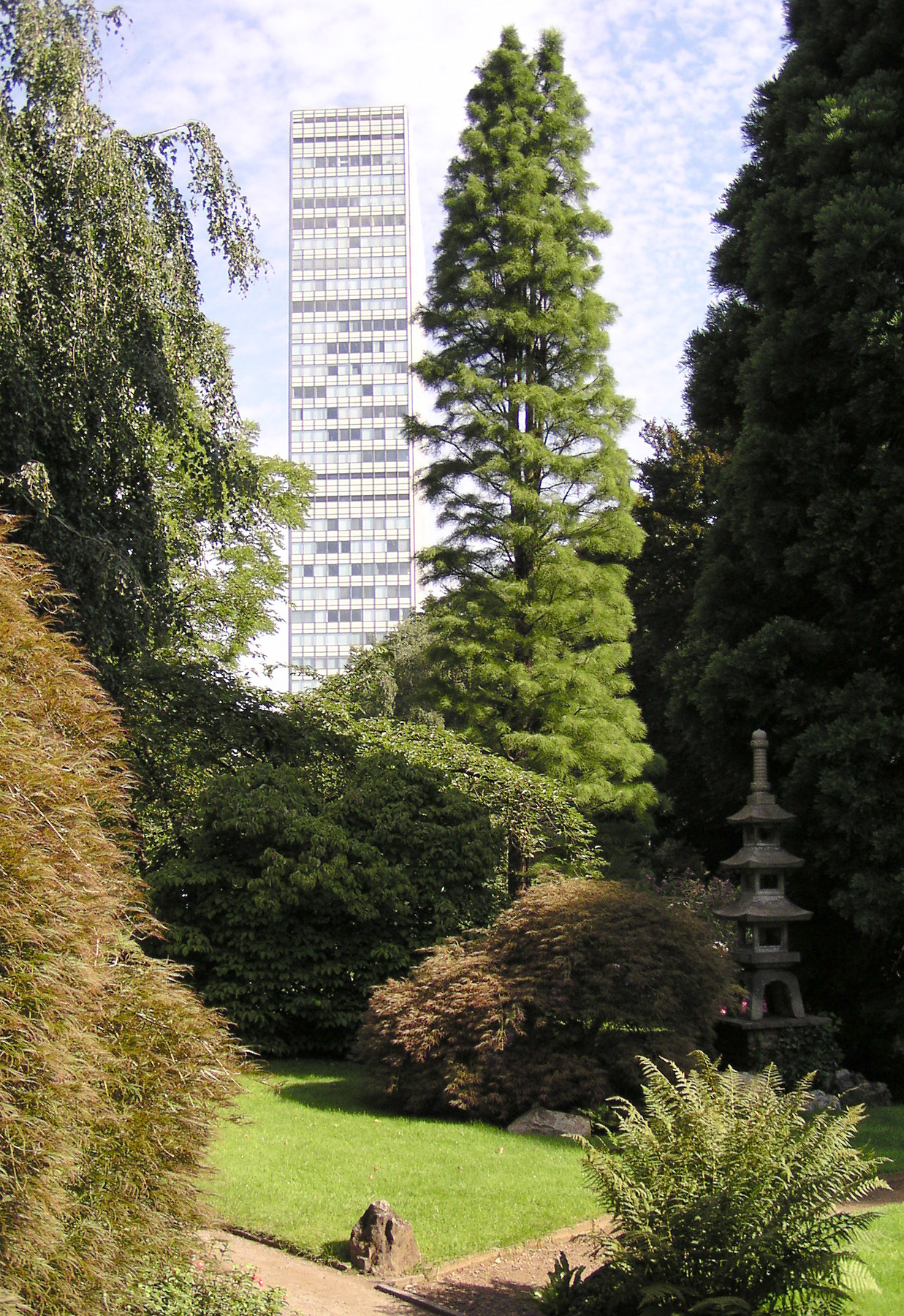
Japansk trädgård i Leverkusen.

Leverkusen är en kretsfri stad i södra delen av den tyska delstaten Nordrhein-Westfalen. Staden har cirka 166 000 invånare, på en yta av 79 kvadratkilometer, och är en del av storstadsområdet Rheinschiene. Leverkusen är känd för sin stora kemi- och läkemedelsindustri Bayer AG.

## Geografi
Staden ingår i Bergisches Land och ligger på Rhens högra (östra) sida omkring 15 km norr om Köln. Förutom Köln är även bland annat Bergisch Gladbach en grannstad.

## Historia
Den första bebyggelsen på stadens område kom på 1100-talet. Dessa områden tillhörde grevskapet och senare hertigdömet Berg. 1815 kom området under Preussen och hamnade i provinsen Jülich-Kleve-Berg, från 1822 Rhenprovinsen. 1815 var lokalt centrum men redan 1819 kom området under Solingen. 1857 blev Neukirchen, Hitdorf och Opladen städer. 1862 etablerade apotekaren Carl Leverkus en fabrik i närheten av Gemeinde Wiesdorf vid Rhen. Området kallade han Leverkusen efter familjens säte. 
Bayer AG har dominerat stadens moderna historia. Bayer AG etablerade sig i staden genom att köpa Dr. Carl Leverkus & Sons 1891 - Dr Leverkus och hans hem gav alltså senare namn åt den stad som skapades 1930. Bayer började använda namnet Leverkusen på fabriksområdet för en poststation. Den preussiska statsbanan grundade 1803 Eisenbahn-Hauptwerkstätte Opladen som fram till stängningen 2003 var en av stadens viktigaste arbetsgivare bredvid Bayer. 
1 april 1930 fick staden sitt nuvarande namn i samband med att Schlebusch, Steinbüchel och Rheindorf slogs samman med Wiesdorf till en stad - staden Leverkusen var skapad. Leverkusen som industristad växte sig starkare under de kommande åren. Under andra världskriget var Bayer AG (IG Farben) en viktig del av krigsindustrin och staden blev drabbad av omfattande bombningar. Efter kriget byggdes staden åter upp. 1963 nådde Leverkusen 100 000-gränsen och blev klassad som storstad. 1960 hade städerna Hitdorf och Monheim blivit stadsdelar i Leverkusen. 1975 följde sammanslagningen med Opladen och Bergisch Neukirchen som blev delar av Leverkusen.

## Kommunikationer
Leverkusen har god anknytning till det tyska motorvägsnätet. Från nordost passerar A1 från Hamburg – Bremen – Dortmund och vidare mot Köln. Den korsas i Autobahnkreuz Leverkusen av A3 från Arnhem i Nederländerna och vidare söderut mot Frankfurt am Main och Passau vid österrikiska gränsen.
Staden passeras vidare av två järnvägslinjer, som båda passerar Köln.
På cirka 30 minuter med bil når man också Köln-Bonns flygplats, även kallad Konrad Adenauer Flughafen.

## Industri
Den helt dominerade koncernen i staden är kemijätten Bayer AG som i princip skapat staden. Bayer har här sitt huvudkontor och Leverkusen har varit centrum för företaget sedan 1912. Det stora Bayerkorset i neon är en tydlig symbol för staden. Det är ingen slump att fotbollslaget från början var Bayers brukslag och Bayer har helt dominerat stadens näringsliv vilket under senare år blivit ett problem när företaget dragit ner sina verksamheter.

## Sport
Leverkusen marknadsför sig som die Sportstadt och har flerfaldiga tyska mästare i bland annat friidrott, basket och handboll. Stadens sport samlas i Sportpark Leverkusen, badhuset CaLevornia, Wilhelm-Dopatka-Halle och ishallen. TSV Bayer 04 Leverkusen har en rad olika sektioner som tävlar på elitnivå, bland annat damlaget i handboll tillhör Tysklands främsta och friidrott med en rad olympiska segrare och medaljörer. Fotbollslaget Bayer 04 Leverkusen, som i dag är registrerat som företaget Bayer 04 Leverkusen Fußball GmbH spelar i Bundesliga och har haft internationella framgångar. Fotbollslaget startade ursprungligen som arbetarnas fotbollslag på kemikoncernen Bayer AG. Leverkusen har även ett basketlag i högstaligan, Bayer Giants Leverkusen som precis som fotbollslaget är en del av TSV Bayer 04 Leverkusen.

## Sevärdheter
- Japanska trädgården
- Bayerkorset

## Bilder

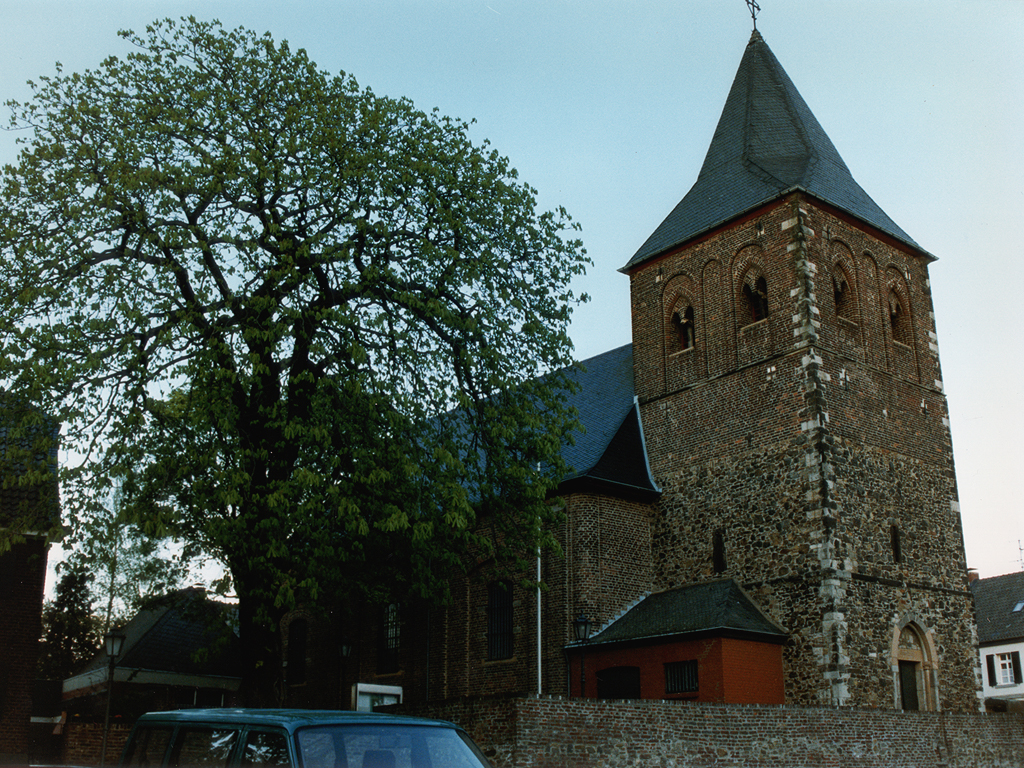
Kyrka i Rheindorf
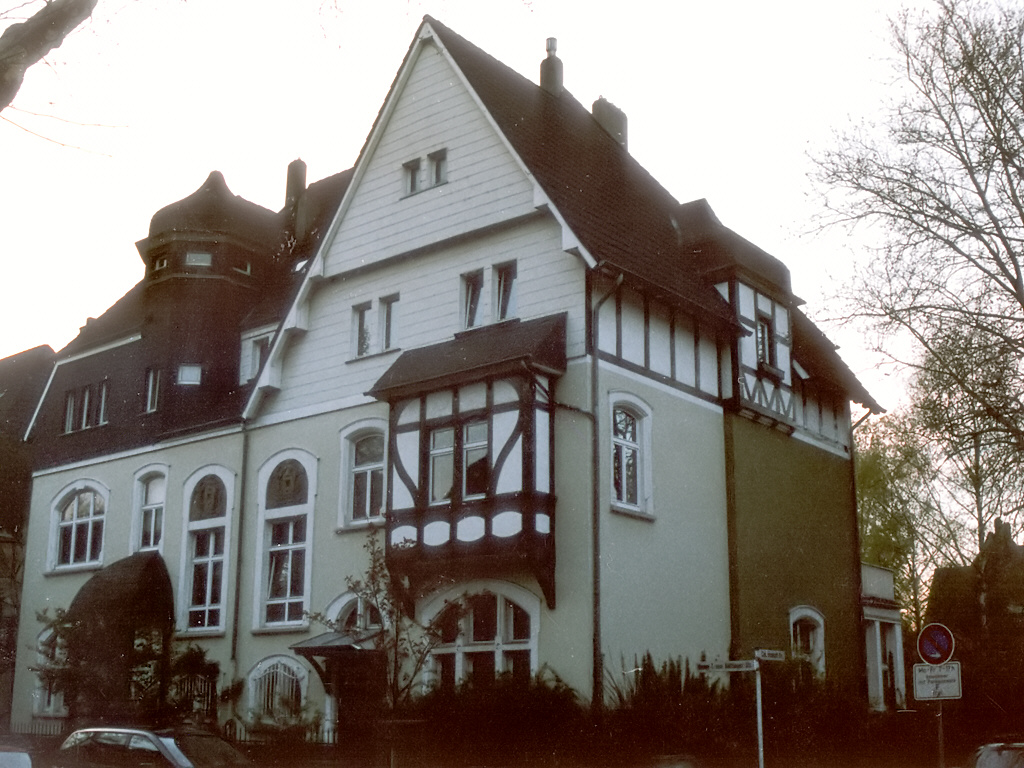
Bayer Kolonie
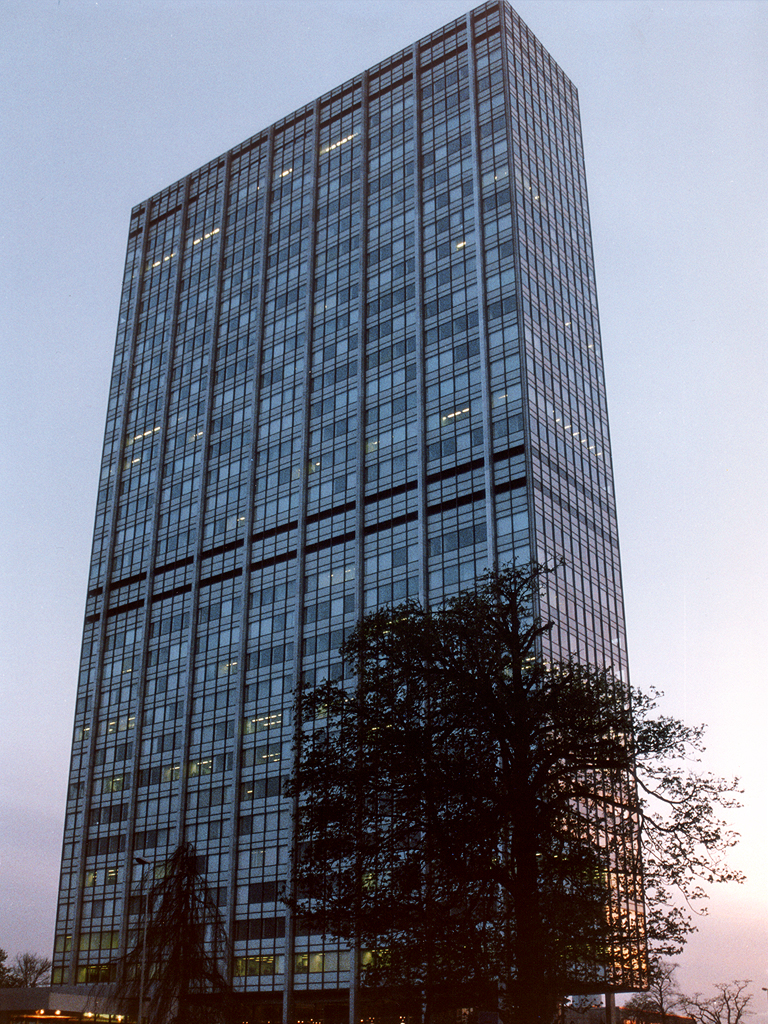
Bayer-Hochhaus
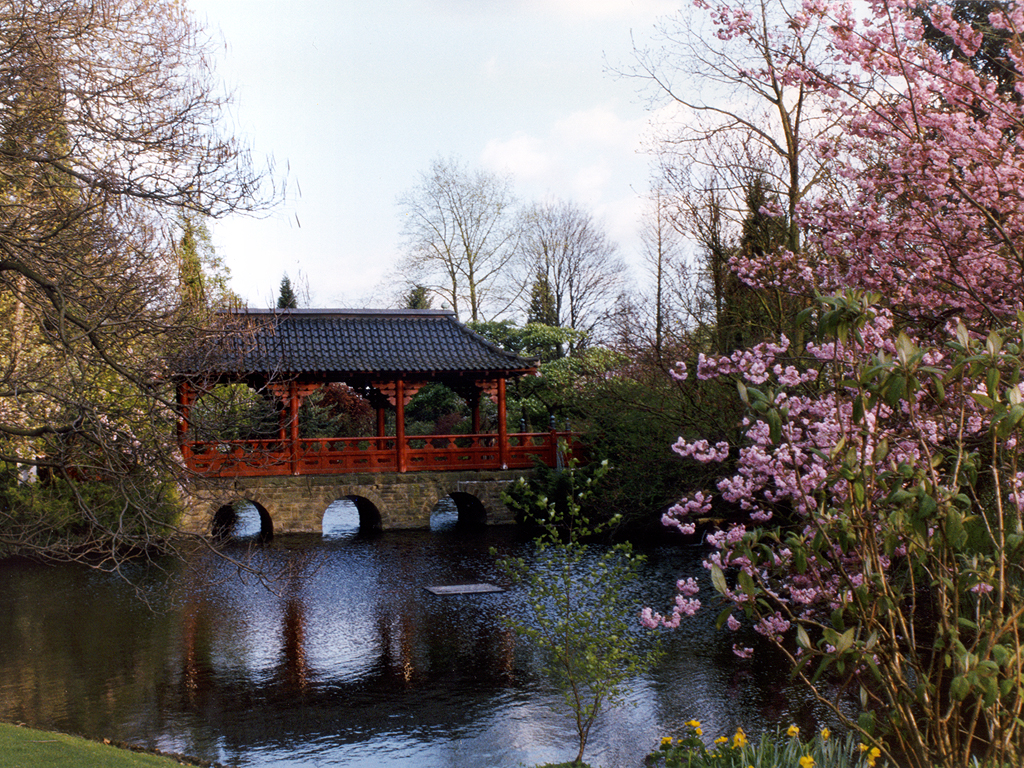
Japanska trädgården

## Personer
- Rudi Völler
- Fritz Jacobi
- Carl Duisberg
- Ulrich Haberland
- Paul Janes
- Detlef Schrempf